# Nuno Marçal
Nuno Ricardo Oliveira Marçal (Campanhã, 14 de novembro de 1975) é um ex-basquetebolista português que atuava como extremo-poste.
Representou o Fuenlabrada, a Oliveirense, o Murcia e o Recreativo de Huelva, para além do Porto, seu clube de eleição. Ao serviço dos Dragões, conquistou por quatro vezes o Campeonato Nacional, seis Taças de Portugal, quatro Taças da Liga e duas Supertaças. Já pela Seleção Portuguesa, Marçal atuou entre 1995 e 2009.

## Carreira

### Porto
Nuno Marçal começou a sua carreira no Porto, logo desde os escalões de formação e sagrou-se duas vezes campeão nacional de juniores e uma vez campeão nacional de Sub-22. Pela altura em que subiu a sénior, era já considerado uma das grandes promessas do basquetebol nacional. Na temporada de 1992–93, com apenas 17 anos de idade, estreava-se de forma oficial pelo seu clube. A sua primeira grande vitória surgiria apenas em 1995–96, ano em que os Dragões derrotaram o Benfica na final, por 3 a 1 em jogos. Desta forma, quebraram a hegemonia do seu grande rival, que vinha de sete títulos consecutivos e 10 campeonatos ganhos nas últimas 11 épocas, sob a égide de Mário Palma. Essa conquista foi considerada pelo atleta, como a prova que mais orgulho lhe deu ganhar, apesar de só ter alinhado nos primeiros dois jogos, pois contraiu uma lesão que o impediu de disputar os jogos decisivos.
Na época seguinte, Nuno Marçal ajudou o Porto a revalidar o título de campeão nacional, derrotando a Oliveirense na final por 3 a 1. Ao Campeonato juntou-se a Taça de Portugal, que fugia dos portistas desde 1990–91. O adversário na final da competição foi a Ovarense, que acabou derrotada por 95 a 73. 1997–98 foi uma temporada frustrante, sem a conquista de qualquer troféu relevante, à excepção da Supertaça referente ao ano anterior. Tanto o Campeonato como a Taça de Portugal foram parar às mãos do Estrelas da Avenida, clube sensação que conquistou os seus únicos troféus da história, de forma épica, com as vitórias sobre a Ovarense, por 3 a 2, na final do nacional e o triunfo sobre o Benfica por apenas um ponto, na final da Taça (87 a 86).
1998–99 marcaria a saída de Nuno Marçal do Porto. Foi uma despedida em beleza, com nova dobradinha e a eleição do extremo como o melhor jogador do Campeonato Nacional. A Ovarense foi derrotada na final da Taça, num jogo renhido, por apenas sete pontos. Na Liga seria o Illiabum a perder na final, sem contestação, por 3 jogos a 1. Para o extremo português seguir-se-ia uma aventura no basquetebol espanhol, com a transferência para o Fuenlabrada.

### Fuenlabrada e regresso a casa
Apesar de ter assinado por duas épocas com o clube espanhol, a experiência no Fuenlabrada durou apenas uma temporada. O extremo natural do Porto teve alguns problemas de adaptação à nova realidade e acabou por ter poucas oportunidades de mostrar o seu verdadeiro valor, tendo acabado dispensado no final de 1999–2000. Ao serviço dos espanhóis, actuou apenas seis meses, pois ainda antes da sua dispensa ser efectivada, já tinha sido emprestado ao Porto.
Nos seis meses de empréstimo, Marçal ajudou a sua equipa de sempre a vencer a Taça de Portugal e a Taça da Liga (a primeira da história do clube). O Campeonato foi ganho pela Ovarense que derrotou os portistas na final, por contundentes 3 a 0. No final da temporada assinou um novo contrato com o Porto. Nas três épocas que se seguiram, os resultados foram tudo menos animadores. Domínio total da Portugal Telecom que se sagrou tricampeã nacional e venceu duas Taças de Portugal. Nuno Marçal e os azuis e brancos apenas conseguiram conquistar a sua segunda Taça da Liga, em 2001–02.

### Oliveirense
Par a época 2003–04, a Oliveirense estava apostada em suceder à Portugal Telecom, para a qual havia perdido os três últimos títulos, todos na final. Com a extinção dos tricampeões, a equipa de Oliveira de Azeméis viu uma janela de oportunidade e apostou forte, contratando basquetebolistas de qualidade reconhecida, como António Tavares, ex-Benfica, Francisco Jordão e Nuno Marçal. Apesar de alguns fogachos interessantes durante a época, como a vitória sobre o Benfica, com Marçal imparável da linha de triplo, esta não foi uma época produtiva para o atleta. O único troféu conquistado foi logo a abrir, com a vitória sobre o CAB Madeira para a Supertaça, por 97 a 76. Curiosamente, foi a ex-equipa do extremo portuense a conquistar os três títulos mais importantes da temporada, com a Oliveirense sempre arredada cedo demais das fases de decisão.

### Segunda aventura espanhola
No final duma época frustrante, novo desafio espanhol para Marçal. Foi o Polaris Múrcia, clube da LEB 1, a II Liga profissional espanhola a demonstrar interesse no extremo, que aceitou o convite. A época correu bem individualmente a Nuno Marçal, muito apreciado pelos adeptos do Múrcia que cedo o alcunharam de "Super Nuno". Mudou novamente de ares em julho de 2005, assinando pelo Ciudad de Huelva.

### Terceira vida no Porto
A experiência nos andaluzes também só durou um ano e para a época de 2005–06 estava de volta ao seu clube do coração, o Porto. Nuno Marçal veio acompanhado do treinador que o lançou nos seus primeiros tempos no clube, Alberto Babo, entusiasmado pelo projecto portista. A ambição de ganhar tudo não trouxe frutos. As épocas de 2006–07 e 2007–08 ficaram marcadas pelo "quase", pois o conjunto portista perdeu ambas as finais do Campeonato na "negra", sempre para a Ovarense. Na Taça de Portugal, vitória em 2006–07 sobre os Belenenses e derrota por apenas um ponto (64-65) para o Vitória de Guimarães, na temporada seguinte. Como prémio de consolação, os Dragões conquistaram a Taça da Liga, terceira na carreira do extremo.
Em 2008–09, reaparece em cena o grande rival do conjunto de Nuno Marçal, já elevado a capitão de equipa. O Benfica conquistou o campeonato com facilidade, vencendo a Ovarense, por claros 4 a 0 na final, pondo assim um final a 14 anos de jejum. O Porto tinha uma época em branco, e o seu jejum de títulos de campeão ia agora em cinco épocas. Na temporada seguinte, a rivalidade é posta à prova novamente, com os dois rivais a aparecerem muito fortes durante a fase regular. O primeiro a rir foi o Porto, conquistando a Taça da Liga e a Taça de Portugal. Mas no duelo da final da Liga, foram os Encarnados que levaram a melhor, vencendo por expressivos 4 a 1.
Para 2010–11, os azuis e brancos contratam João Santos e Carlos Andrade, que tinham terminado contrato com o rival lisboeta, renovando a aposta em quebrar o domínio benfiquista. Nuno Marçal foi decisivo para uma época de ouro para a sua equipa, que se vingou da derrota da Supertaça, que abriu a época, vencendo o Campeonato Nacional. Foi o 11º título de campeão nacional para o clube, e o 4º do capitão de equipa. Numa final muito emotiva e disputada até ao final, foi no jogo 7, disputado no Dragão Caixa, que tudo se resolveu. O Porto recebeu e venceu o Benfica por 86-76, pondo fim a um jejum de sete anos. A época seguinte foi confirmando a superioridade da equipa de Nuno Marçal. Vitória na Supertaça, sobre os benfiquistas e triunfos na Taça da Liga e Taça de Portugal, sobre Barreirense e Académica de Coimbra, respectivamente. Só faltava a confirmação, na prova mais importante. O Campeonato Nacional foi decidido ao limite. O Porto ganhou a fase regular e ganhou por isso direito a disputar a "negra" em casa, mas uma derrota no primeiro jogo em casa deu a possibilidade ao Benfica de conquistar o título frente aos seus adeptos. No jogo 4, Nuno Marçal e os seus colegas venceram com relativa facilidade o rival, por 74 a 65 e forçaram a decisão no jogo 5, no Dragão Caixa. No entanto, os encarnados deram a resposta e venceram o último jogo, na casa do rival, retirando assim a possibilidade do bi-campeonato aos Dragões.
À entrada para a época 2012–13, Nuno Marçal ainda renovou contrato com os azuis e brancos, por mais uma época. No entanto, o Porto decidiu encerrar a sua secção de basquetebol por dificuldades financeiras, deixando o capitão de equipa, sem clube.

### Maia Basket
Depois de ter rescindido com o Porto por a equipa de basquetebol ter acabado, o ex-capitão foi para o Maia Basket em 2013.

## Títulos
Porto
- Campeonato Nacional: 1995–96, 1996–97, 1998–99 e 2010–11
- Taça de Portugal: 1999–00, 1996–97, 1998–99, 2006–07, 2009–10 e 2011–12
- Taça da Liga: 1999–00, 2001–02, 2007–08, 2009–10 e 2011–12
- Supertaça: 1996–97 e 2010–11
- Campeonato Nacional Sub-22: 1995–96
- Campeonato Nacional de Juniores: 1993–94 e 1994–95

Oliveirense
- Supertaça: 2002–03